# Kuglački športski klub Grmoščica
Kuglački klub Grmoščica je hrvatski kuglački klub iz Zagreba. Djelovao je u dva navrata: od 1938. do 1941. te od 1950. godine. U svojim je redovima okupljao radnike, službenike i sitne obrtnike. Raspušten je 1941., a poslije Drugog svjetskog rata djelovao je unutar SD Slavena, potom unutar SD Zagreba, iz kojega se pod imenom Grmoščica izdvojio 1950. godine. Od tada klub postiže zapažene rezultate: postavljen je klupski svjetski rekord, član kluba D. Smoljanović postao je svjetski rekorder, 9 puta osvojeno je državno prvenstvo. Grmoščica je 1988., 1994. i 1997. bila pobjednica Europskoga kupa, a 1992. Svjetskoga kupa. Prvakom Hrvatske postala je 1992. Osim u kuglanju na asfaltnoj stazi, Grmoščica je bila vrlo uspješna i u bowlingu.

## Uspjesi

### Kuglanje s 9 čunjeva
- Svjetski kup
  - pobjednik: 1992.
  - drugi: 1990., 1991.

- Europski kup / Dunavski kup
  - pobjednik: 1988., 1994., 1997., 2016.
  - drugi: 1989., 1999., 2005.

- NBC kup
  - drugi: 2011.

- Prva hrvatska kuglačka liga:
  - prvaci: 1992.
  - doprvaci: 1992./93., 1993./94., 1994./95., 1995./96., 1996./97., 1997./98., 1998./99., 2006./07.

- prvenstvo Jugoslavije: 
  - prvaci (međunarodni način): 1952., 1955., 1956., 1958., 1961., 1963., 1965., 1990., 1991.
  - prvaci (narodni način): 1951., 1963., 1972., 1979.
  - doprvaci (međunarodni način): 1974., 1988.
  - doprvaci (narodni način): 1956.

- Prvenstvo SR Hrvatske: 
  - prvaci (međunarodni način): 1956., 1957., 1958., 1959., 1960., 1961., 1962., 1963., 1964., 1966., 1972.
  - doprvaci (međunarodni način): 1974.
  - prvaci (narodni način): 1971., 1974., 1975.

- Kup Hrvatske
  - finalist: 2021./22.

- Kup Jugoslavije
  - pobjednik (međunarodni način): 1962., 1988., 1989., 1990.
  - pobjednik (narodni način): 1984., 1987.

### Bowling
- Hrvatska bowling liga
  - pobjednik: 1996./97., 1999./00., 2000./01., 2001./02.
  - drugi: 1996./97., 2002./03.